# Germinal: revista d'arts, literatura y ciencies
Germinal, que portava per subtítol: revista d'arts, literatura y ciencies, va ser una revista d'aparició quinzenal publicada a Reus els anys 1905 i 1906.

## Història
Era una revista que seguia la tradició de les revistes modernistes reusenques sorgides al voltant de la Colla de ca l'Aladern, el grup modernista de Reus. A la redacció hi havia antics membres del Grup modernista, com ara Ròmul Salleres, que feia crítica d'art i de literatura, Plàcid Vidal amb poesies i Josep Aladern amb prosa i poesia i algunes traduccions, entre d'altres de Rolla, d'Alfred de Musset, i amb la col·laboració també de Joan Puig i Ferreter amb crítica teatral, petites obres dramàtiques i poesies. A més hi va haver la incorporació d'un nou grup jove molt actiu, format per Jaume Simó i Bofarull, Jaume Aiguader, Miquel Barberà Baldrich i Francesc Cubells i Florentí. Hi van col·laborar també, encara que de forma esporàdica, Joan Oller i Rabassa, Josep Maria López-Picó amb narracions, Jeroni Zanné amb poemes, Eduardo Marquina amb textos teatrals.
Va tocar tots els temes que anunciaven al subtítol. Parlava sobre ensenyament, art, ciència, psicologia, sociologia, crítica literària i teatral, actualitat cultural a Catalunya, comentant les noves publicacions i ressenyant els articles de la premsa catalana sobr aquests temes. Parlava també de religió, des d'un punt de vista anticlerical.
Pel mes de febrer de 1906, la direcció del Centre de Lectura va parlar amb Francesc Cubells i Florentí, un dels redactors més actius, per demanar-li si es volia fer càrrec de la nova publicació que volia treure l'entitat. Van arribar a acords, i després de l'últim número de Germinal el gener de 1906, el 15 de març d'aquell any va sortir el primer número d'Ars: revista del Centro de Lectura. Aquesta nova publicació va sortir amb el mateix format: tenia setze pàgines de text, vuit d'anuncis i una portada amb una orla al voltant del títol. S'imprimia també a la Litografia d'Eduard Navàs. Anunciava que sortiria cada quinze dies, però era de periodicitat irregular. L'equip de redacció era el mateix que hi havia hagut Germinal, un equip que va donar un contingut literari a la revista i un marcat accent modernista.

## Aspectes tècnics
El número 1 va sortir el primer d'agost de 1905, i l'últim, el número 12, el mes de gener de 1906. Sortia quinzenalment. La revista era en català, però els articles dels autors de llengua castellana eren publicats en castellà. Tenia format foli (26 cm) i constava de 16 pàgines numerades. A partir del número 6 va incorporar publicitat fora de paginació. L'últim número va sortir amb una portada de cartró, orlada. S'imprimia a la impremta d'Eduard Navàs.

## Localització
- Una col·lecció incompleta a la Biblioteca Central Xavier Amorós de Reus[3]
- Una col·lecció també incompleta a la Biblioteca del Centre de Lectura de Reus.[4]